# Marietta (Illinois)
Marietta es una villa ubicada en el condado de Fulton en el estado estadounidense de Illinois. En el Censo de 2010 tenía una población de 112 habitantes y una densidad poblacional de 158,4 personas por km².

## Geografía
Marietta se encuentra ubicada en las coordenadas 40°29′58″N 90°23′35″O / 40.49944, -90.39306. Según la Oficina del Censo de los Estados Unidos, Marietta tiene una superficie total de 0.71 km², de la cual 0.71 km² corresponden a tierra firme y (0%) 0 km² es agua.

## Demografía
Según el censo de 2010, había 112 personas residiendo en Marietta. La densidad de población era de 158,4 hab./km². De los 112 habitantes, Marietta estaba compuesto por el 96.43% blancos, el 0% eran afroamericanos, el 1.79% eran amerindios, el 0% eran asiáticos, el 0% eran isleños del Pacífico, el 0.89% eran de otras razas y el 0.89% pertenecían a dos o más razas. Del total de la población el 1.79% eran hispanos o latinos de cualquier raza.